# 南美深駅
南美深駅（みなみびふかえき）は、北海道（上川総合振興局）中川郡美深町字美深にあった北海道旅客鉄道（JR北海道）宗谷本線の駅（廃駅）である。電報略号はミカ。事務管理コードは▲121823。駅番号はW53。

## 歴史

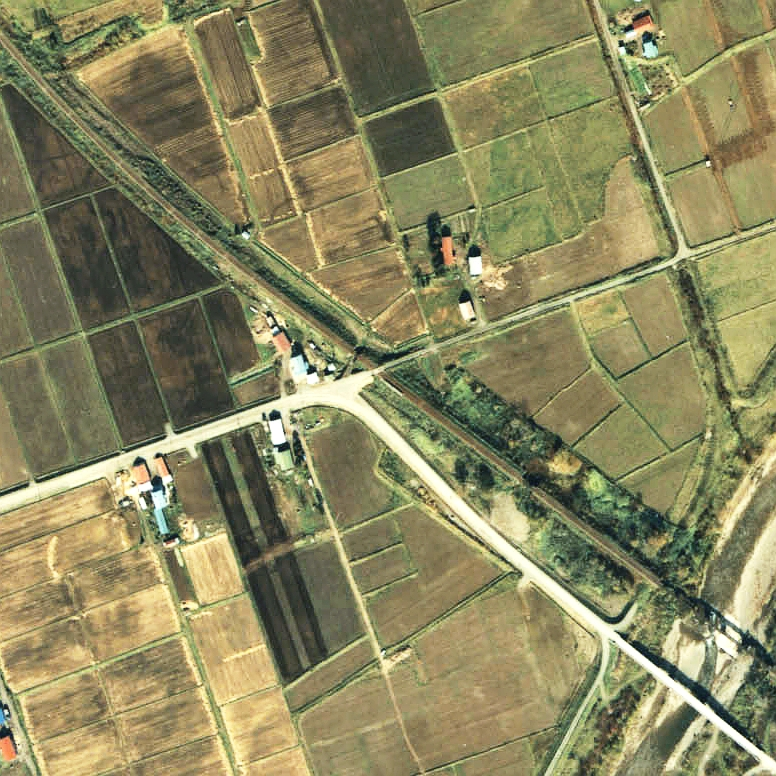
1977年の南美深駅と周囲約500m範囲の状況。左上稚内方面。稚内側に踏切。見にくいが踏切脇に待合室がある。右下名寄側にペンケニウプ川。

地元住民の請願によって仮乗降場として設置された。一部の上り普通列車は当駅を通過していた。

### 年表
- 1956年（昭和31年）7月1日：日本国有鉄道（国鉄）宗谷本線の智恵文駅 - 美深駅間に南美深仮乗降場（局設定）として新設開業[4][3]。旅客のみ取り扱い。
- 1959年（昭和34年）11月1日：旅客駅に昇格。南美深駅となる[4][3]。
- 1987年（昭和62年）4月1日：国鉄分割民営化に伴い、北海道旅客鉄道（JR北海道）の駅となる。
- 2016年（平成28年）7月上旬：JR北海道が当駅を2017年（平成29年）3月のダイヤ改正に合わせて廃止する意向を地元に伝える[新聞 2][新聞 3][新聞 4]。
  - これに対して、美深町は「南美深は将来有望な地域であり、将来的な活用が想定される」との考えを示し、駅の存続を強く求めた[新聞 4]。美深町長の山口信夫も「住民にとって駅は重要」という考えを示し、30万円を美深町の2017年度一般会計予算に盛り込み、JRに対し2017年3月までに維持管理費を一部負担する協定を結んだ[新聞 3][新聞 5]。
- 2017年（平成29年）4月：当駅をJR北海道が当面の間自社の費用で存続[新聞 5]。
  - 同時に廃止が打診されていた上川管内の宗谷本線3駅のうち、筬島駅については、所在する音威子府村が同様の協定を結んだものの、歌内駅の所在する中川町が交渉を拒否したため[新聞 5]。
- 2019年（令和元年）12月3日：JR北海道アクションプラン（宗谷線）に基づきJR北海道から宗谷本線活性化協議会に対して、同社が維持できないとする「過去5年間、乗車人員が1日平均3名以下の無人駅」について廃止か自治体での維持管理を行うかの方針を2020年3月までにJR北海道への報告をするよう要請[新聞 6]。当駅の存続の可否が検討される。
- 2020年（令和2年）3月25日：同日までに、周辺の地元自治会から駅の廃止に了承が得られたとして、美深町が当駅の廃止を容認[新聞 7][新聞 8][新聞 9][新聞 10]。
  - 容認理由としては「駅の存続には多額の費用が掛かり、仮に費用を負担しても再度存廃問題が浮上する」「名士バスの路線バス恩根内線が鉄道に代わる交通機関として対応できる」などの理由が挙げられた[新聞 9]。
- 2021年（令和3年）
  - 3月13日：利用者減少とダイヤ改正に伴い、廃止[JR北 1][JR北 2][新聞 1][新聞 11]。
  - 7月下旬 - 8月上旬：ホームを撤去[新聞 12]。

### 駅名の由来
「美深」の南方に位置するため。

## 駅構造
単式ホーム1面1線を有する地上駅だった。ホームは線路の北側（稚内方面に向かって右手側）に存在した。分岐器を持たない棒線駅となっていた。
開業時からの無人駅（名寄駅管理）で、ホーム北側の出入口から少し離れた位置に待合所を有した。鉄板張りの窓の無い建物であった。出入口上部に「南美深待合所」と記載された駅銘板を掲示していた。ホームは木製デッキ式で、稚内方にスロープを有し駅施設外に連絡していた。トイレは無かった。

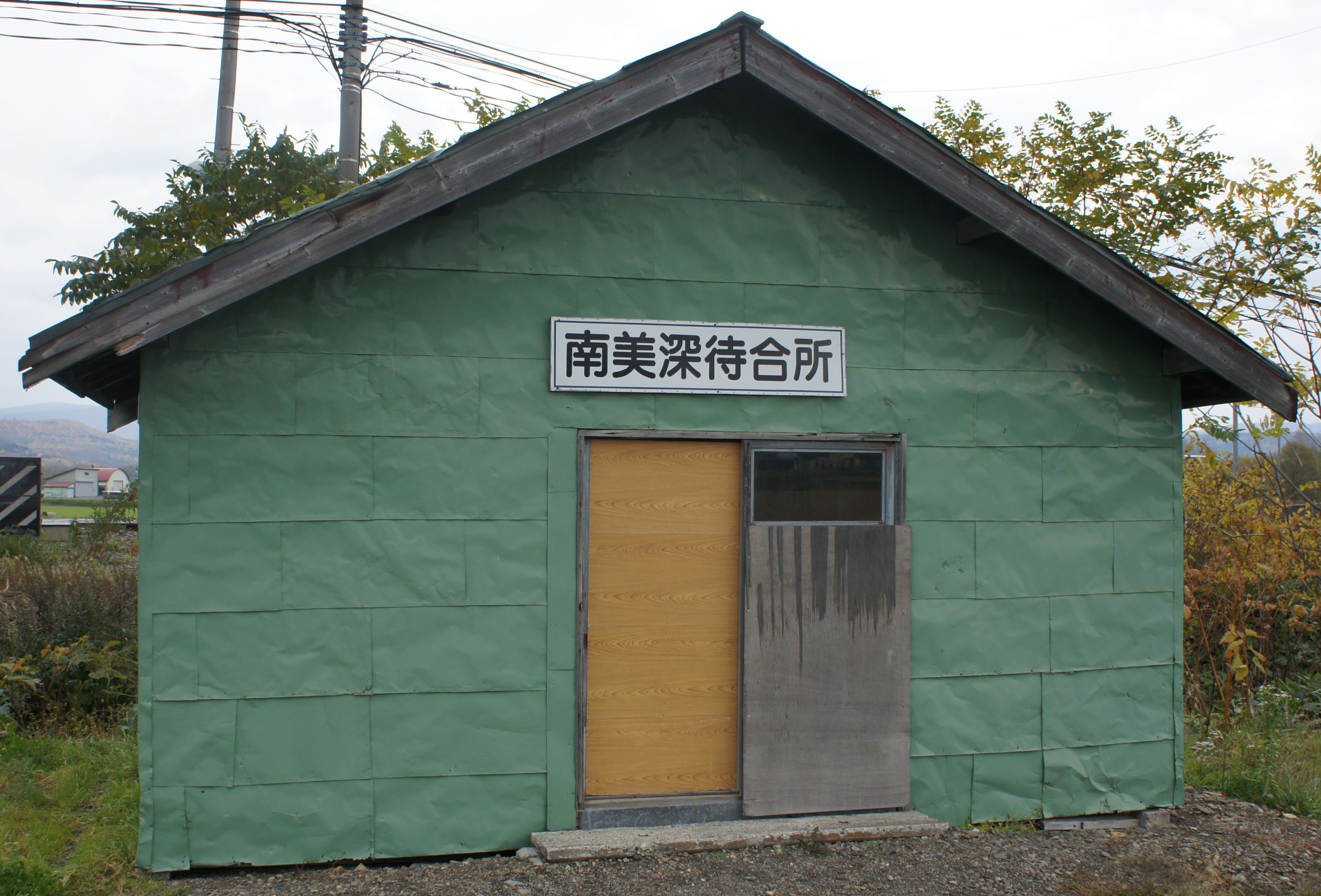
待合所（2017年10月）
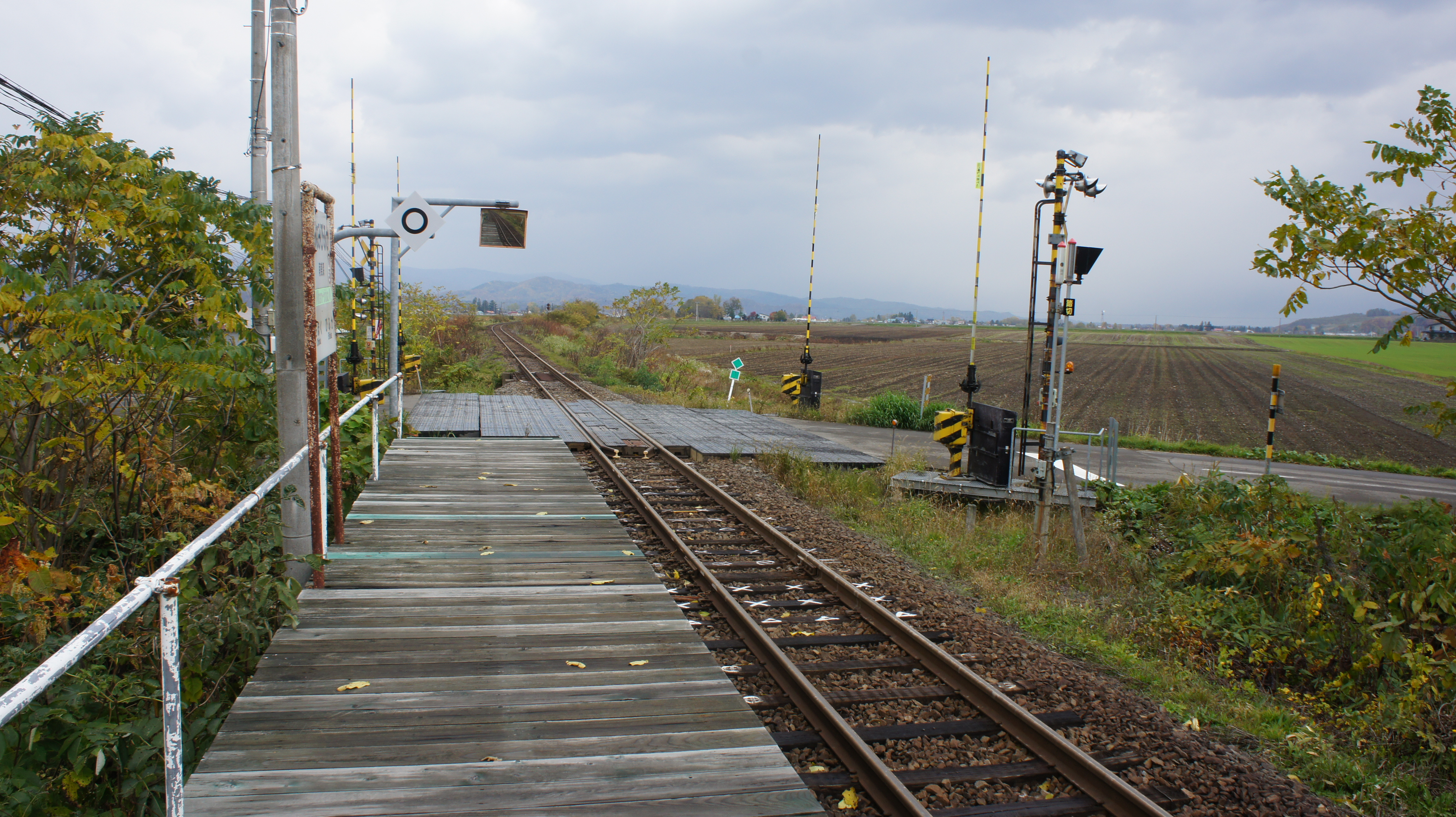
ホーム（2017年10月）
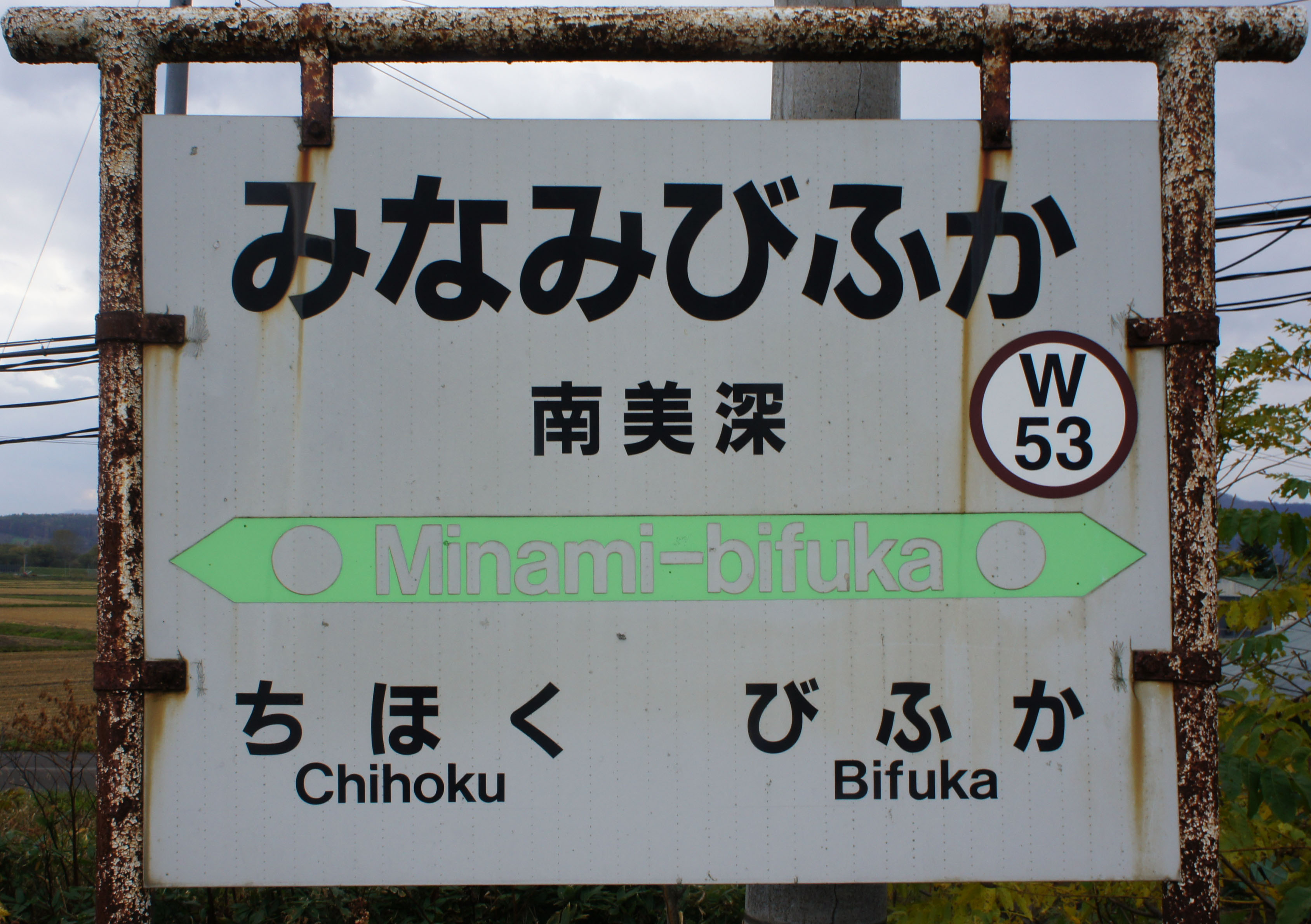
駅名標（2017年10月）

## 利用状況
乗車人員の推移は以下の通り。出典が「乗降人員」となっているものについては1/2とした値を括弧書きで1日平均乗車人員の欄に示し、備考欄で元の値を示す。
また、「JR調査」については、当該の年度を最終年とする過去5年間の各調査日における平均である。
| 年度               | 乗車人員（人） | 乗車人員（人） | 乗車人員（人） | 出典        | 備考                  |
| 年度               | 年間           | 1日平均        | JR調査         | 出典        | 備考                  |
| ------------------ | -------------- | -------------- | -------------- | ----------- | --------------------- |
| 1960年（昭和35年） | 70,650         | (193.0)        |                | [ 2 ] [ 3 ] | 年間乗降客数141,300人 |
| 1978年（昭和53年） |                | 26.0           |                | [ 10 ]      |                       |
| 1992年（平成04年） |                | (13.0)         |                | [ 6 ]       | 1日乗降客数は26人     |
| 2015年（平成27年） |                |                | 「1名以下」    | [ JR北 3 ]  |                       |
| 2016年（平成28年） |                |                | 0.8            | [ JR北 4 ]  |                       |
| 2017年（平成29年） |                |                | 0.6            | [ JR北 5 ]  |                       |
| 2018年（平成30年） |                |                | 0.4            | [ JR北 6 ]  |                       |
| 2019年（令和元年） |                |                | 0.4            | [ JR北 7 ]  |                       |
| 2020年（令和02年） |                |                | 0.8            | [ JR北 8 ]  |                       |

## 駅周辺
数軒の農家があり、田畑となっている。2016年時点で、美深町は「基幹産業は農業であり、高齢化は進んでいるものの、代変わりして若手が農業を担っている。南美深は将来有望な地域」としている。
- 国道40号
- 名寄美深道路美深IC
- 名士バス「美深3線」停留所 - 徒歩10分。

## その他
当駅を含む美深町に所在する無人駅3駅が、2021年3月13日に廃止されるのに合わせて、地元若手住民で構成されるグループ「美深廃駅プロジェクト」が、廃止対象3駅を舞台とした記録映像の制作を2021年1月より開始している。同年1月25日には、映像制作費を募集するためのクラウドファンディングを開始させ、駅のイラストが入った返礼品も作成された。
駅廃止後の2021年（令和3年）9月時点で、当駅の待合所は美深町内にある農業生産法人の敷地内に移設され、写真などが展示されている。

## 隣の駅
北海道旅客鉄道（JR北海道）
■宗谷本線（廃止時点）
智北駅 (W52) - 南美深駅 (W53) - 美深駅 (W54)

### JR北海道
1. 1 2  『来春のダイヤ見直しについて』（PDF）（プレスリリース）北海道旅客鉄道、2020年12月9日。オリジナルの2020年12月9日時点におけるアーカイブ。2020年12月9日閲覧。
2. 1 2  『2021年3月ダイヤ改正について』（PDF）（プレスリリース）北海道旅客鉄道、2020年12月18日。オリジナルの2020年12月18日時点におけるアーカイブ。2020年12月18日閲覧。
3. ↑  “極端にご利用の少ない駅（3月26日現在）” (PDF). 平成28年度事業運営の最重点事項.   北海道旅客鉄道. p. 6 (2016年3月28日). 2017年9月25日閲覧。
4. ↑  “宗谷線（名寄・稚内間）” (PDF).   北海道旅客鉄道 (2017年12月8日). 2017年12月30日時点のオリジナルよりアーカイブ。2017年12月30日閲覧。
5. ↑  “宗谷線（名寄・稚内間）” (PDF).   北海道旅客鉄道 (2017年7月2日). 2017年12月30日時点のオリジナルよりアーカイブ。2018年7月13日閲覧。
6. ↑  “宗谷線（名寄・稚内間）” (PDF). 線区データ（当社単独では維持することが困難な線区）(地域交通を持続的に維持するために).   北海道旅客鉄道. p. 3 (2019年10月18日). 2019年10月18日時点のオリジナルよりアーカイブ。2019年10月18日閲覧。
7. ↑  “宗谷線（名寄・稚内間）” (PDF). 地域交通を持続的に維持するために > 輸送密度200人以上2,000人未満の線区（「黄色」8線区）.   北海道旅客鉄道. p. 3・4 (2020年10月30日). 2020年11月2日時点のオリジナルよりアーカイブ。2020年11月3日閲覧。
8. ↑  “駅別乗車人員  特定日調査（平日）に基づく”.   北海道旅客鉄道. 2022年8月3日時点のオリジナルよりアーカイブ。2022年8月14日閲覧。

### 新聞記事
1. 1 2  “18無人駅に「ありがとう」 JRダイヤ改正で廃止 住民やファン 各地で別れ”. 北海道新聞. (2021年3月13日).  オリジナルの2021年3月13日時点におけるアーカイブ。 2021年3月13日閲覧。
2. ↑  “無人駅の南美深、筬島、歌内 JR、来年3月廃止方針” (日本語). 北海道新聞. どうしんウェブ／電子版（経済） (北海道新聞社). (2016年7月29日).  オリジナルの2016年7月29日時点におけるアーカイブ。 2016年7月29日閲覧。
3. 1 2  “JR北海道、17駅の廃止打診 名寄「北星」、幕別「稲士別」も” (日本語). 北海道新聞. どうしんウェブ／電子版（経済） (北海道新聞社). (2016年10月2日).  オリジナルの2016年10月1日時点におけるアーカイブ。 2016年10月2日閲覧。
4. 1 2 3  “南美深駅廃止の意向　宗谷本線　来年3月改正に合わせ　「将来的なまちづくり影響」”. 名寄新聞. 名寄新聞社. (2016年8月1日)
5. 1 2 3  “宗谷線の南美深、筬島、歌内駅　管理費JR負担で当面存続”. どうしんウェブ（北海道新聞）. (2017年4月1日).  オリジナルの2017年4月2日時点におけるアーカイブ。 2017年11月3日閲覧。
6. ↑  “宗谷本線の無人駅、廃止が加速…幌延町が2駅廃止を容認　2021年3月のダイヤ改正で”. response. (2020年3月30日).  オリジナルの2020年5月16日時点におけるアーカイブ。 2020年5月20日閲覧。
7. ↑  “宗谷線の計5駅、廃止受け入れ 名寄市と美深町”. 北海道新聞. (2020年3月26日).  オリジナルの2020年3月26日時点におけるアーカイブ。 2020年3月26日閲覧。
8. ↑  “宗谷線無人5駅 21年春廃止 名寄市、美深町が受け入れ「仕方ない」「寂しい」惜しむ声”. 北海道新聞. (2020年3月26日).  オリジナルの2020年3月26日時点におけるアーカイブ。 2020年3月26日閲覧。
9. 1 2  “町内4駅廃止受け入れ　美深町地域公共交通活性化協議会　町が名士バスと協議へ”. 名寄新聞 (名寄新聞社). (2020年3月28日)
10. ↑  名寄市内1駅、美深町内4駅廃止へ　JR宗谷本線　路線バスなどで代替へ　来年3月ダイヤ改正に合わせて（名寄新聞、2020年3月27日）
11. ↑  北星、南美深、紋穂内、豊清水駅廃止　JR宗谷本線　地域見守った駅に感謝　住民、鉄道ファン別れ惜しむ（名寄新聞、2021年3月13日）
12. ↑  駅の面影が消えつつ　紋穂内、南美深、北星　JRで駅舎、ホームを撤去（名寄新聞、2021年8月14日）
13. 1 2  “宗谷線の廃止3駅を映像に 若手グループ制作へ”. 北海道新聞. (2021年1月27日).  オリジナルの2021年2月6日時点におけるアーカイブ。 2021年2月6日閲覧。